# Laborec
Il Laborec è un fiume della Slovacchia orientale che scorre attraverso i distretti di Medzilaborce, Humenné nella regione di Prešov e nel Michalovce nella regione di Košice. Il fiume nasce dall'alture del Laborec, parte dei Bassi Beschidi, e si snoda per 129 km; il suo bacino si estende per 4523 km².

## Affluenti
I principali affluenti del Laborec sono l'Už, che confluisce nel Laborec presso Drahňov nel distretto di Michalovce e la Cirocha. A sua volta il Laborec è un tributario del Latorica.

## Galleria d'immagini

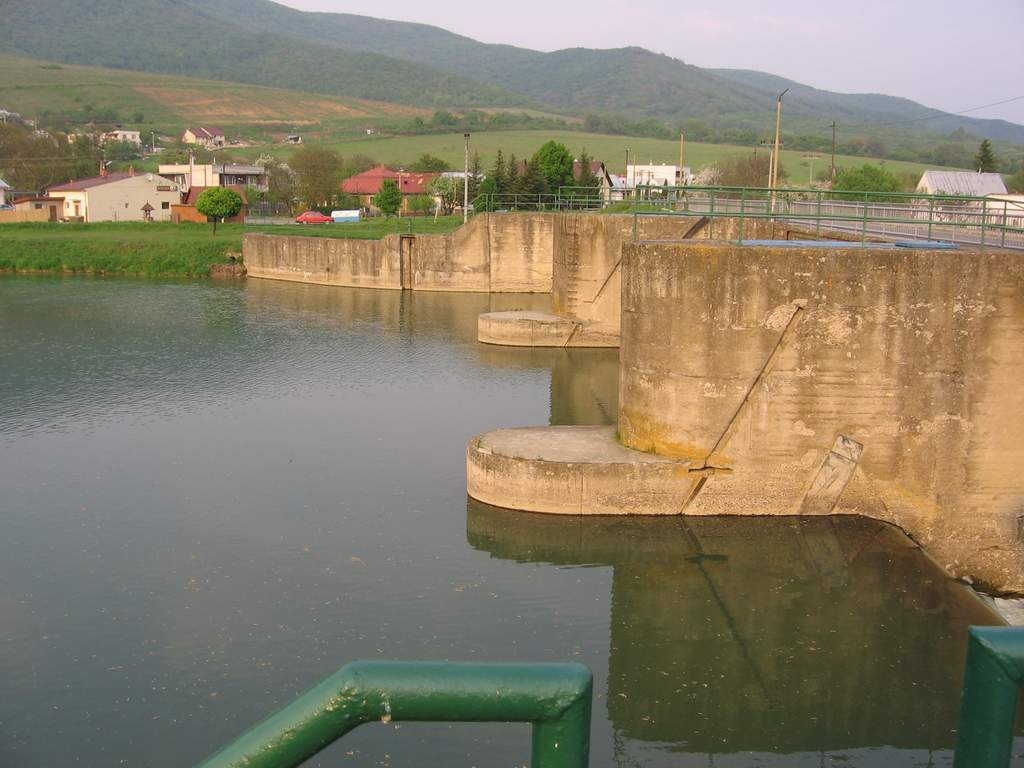
Un ponte sul Laborec a Strážske
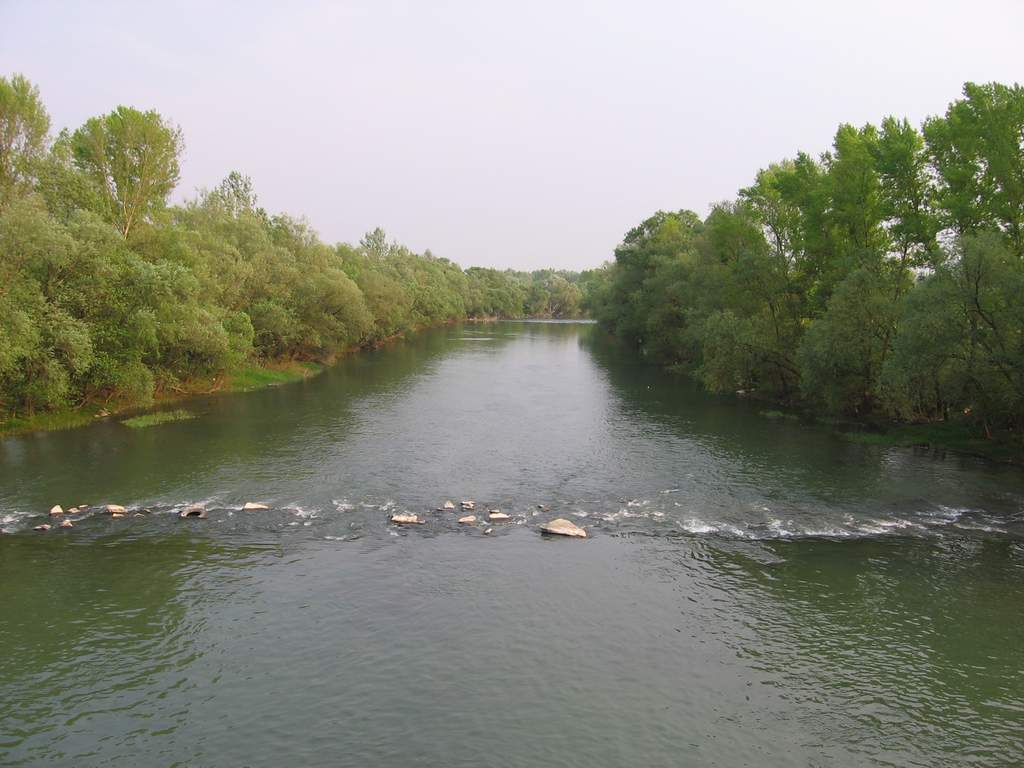
Il fiume presso Strážske
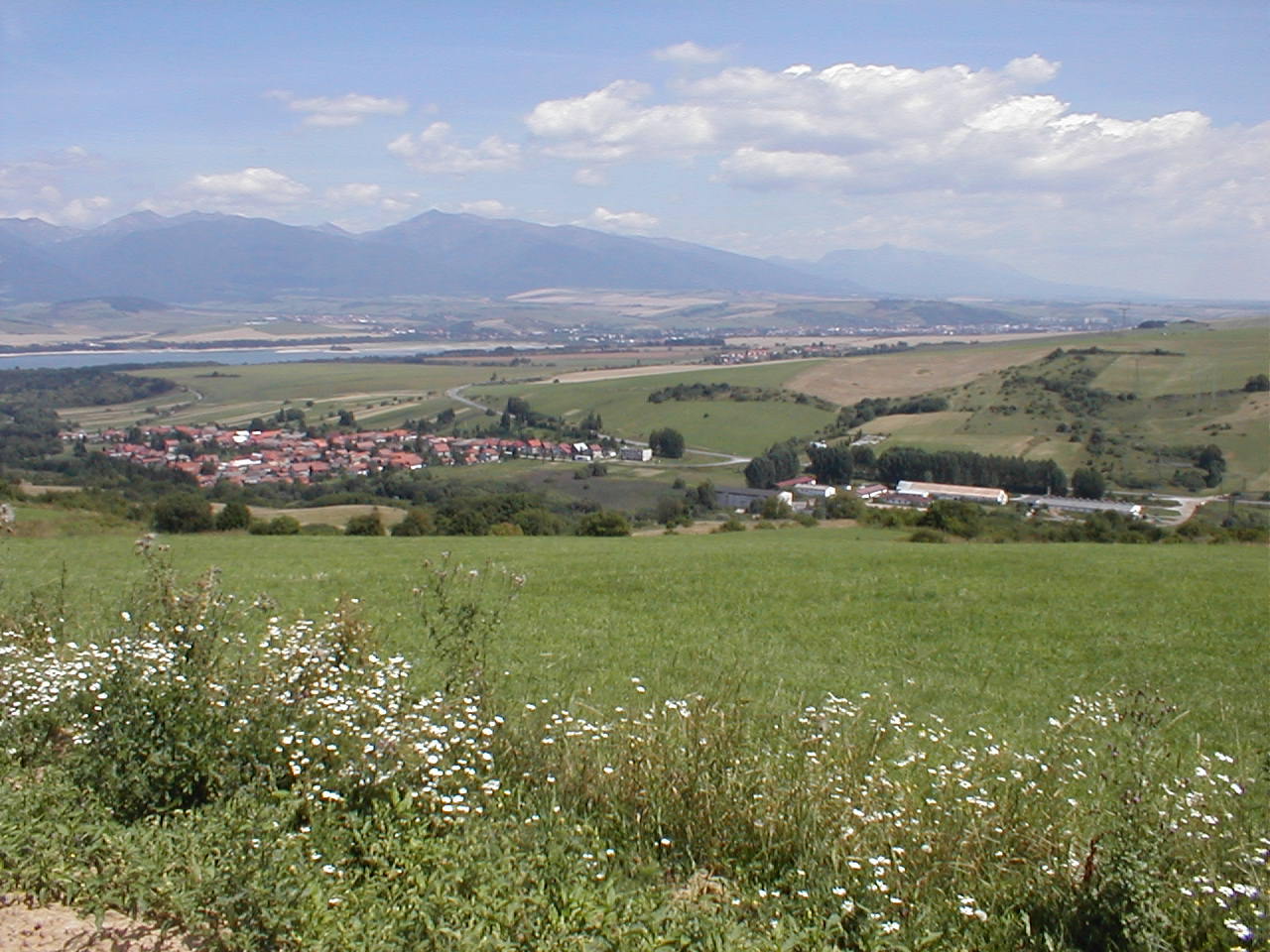
Il fiume presso Michalovce, dove secondo la leggenda morì il  principe Laborec